# Devdas (film, 1953)
Pour les articles homonymes, voir Devdas (homonymie).
Pour plus de détails, voir Fiche technique et Distribution.
Devdas est un film indien en tamoul réalisé par Vedantam Raghavaiah en 1953. Il s'agit d'une des nombreuses adaptations cinématographiques du roman indien éponyme de Sarat Chandra Chatterjee (1917).

## Fiche technique
- Titre : Devdas
- Réalisation : Vedantam Raghavaiah
- Date de sortie : 1953
- Pays :  Inde
- Langue : tamoul

## Distribution
- Akinenni NageswaraRao : Devdas
- Savitri : Parvati
- Lalita  : Chandramukhi